# Isola Rossa
Pour l’article homonyme, voir Isola Rossa (Monte Argentario).
Isola Rossa est une frazione de Trinità d'Agultu e Vignola en Sardaigne en Italie. Le hameau, ancien village de pêcheur, est devenu très touristique du fait de sa proximité à la mer.